# Krasnyj Bor (rejon pinieski)
Krasnyj Bor (ros. Красный Бор) – osiedle w Rosji, w obwodzie archangielskim, w rejonie pinieskim. W 2010 liczyło 94 mieszkańców.